# Хояха (приток Есетаяхи)
Хояха (устар. Хо-Яха) — река в России, протекает по Пуровскому району Ямало-Ненецкого автономного округа. Длина реки составляет 18 км.
Начинается из озера Хояхато, лежащего на высоте 14,2 метра над уровнем моря. Течёт в северо-восточном направлении по обильной озёрами местности. В низовьях поворачивает на север. Впадает в реку Есетаяха вблизи её устья на высоте 4,5 метра над уровнем моря. Ранее устье реки находилось в 15 км по левому берегу реки Малхойяха.

## Данные водного реестра
По данным государственного водного реестра России относится к Нижнеобскому бассейновому округу, водохозяйственный участок реки — Пур. Речной бассейн реки — Пур.
Код объекта в государственном водном реестре — 15040000112115300061470.